# Scapania aspera
Scapania aspera là một loài rêu trong họ Scapaniaceae. Loài này được M. Bernet & Bernet mô tả khoa học đầu tiên năm 1888.

## Hình ảnh

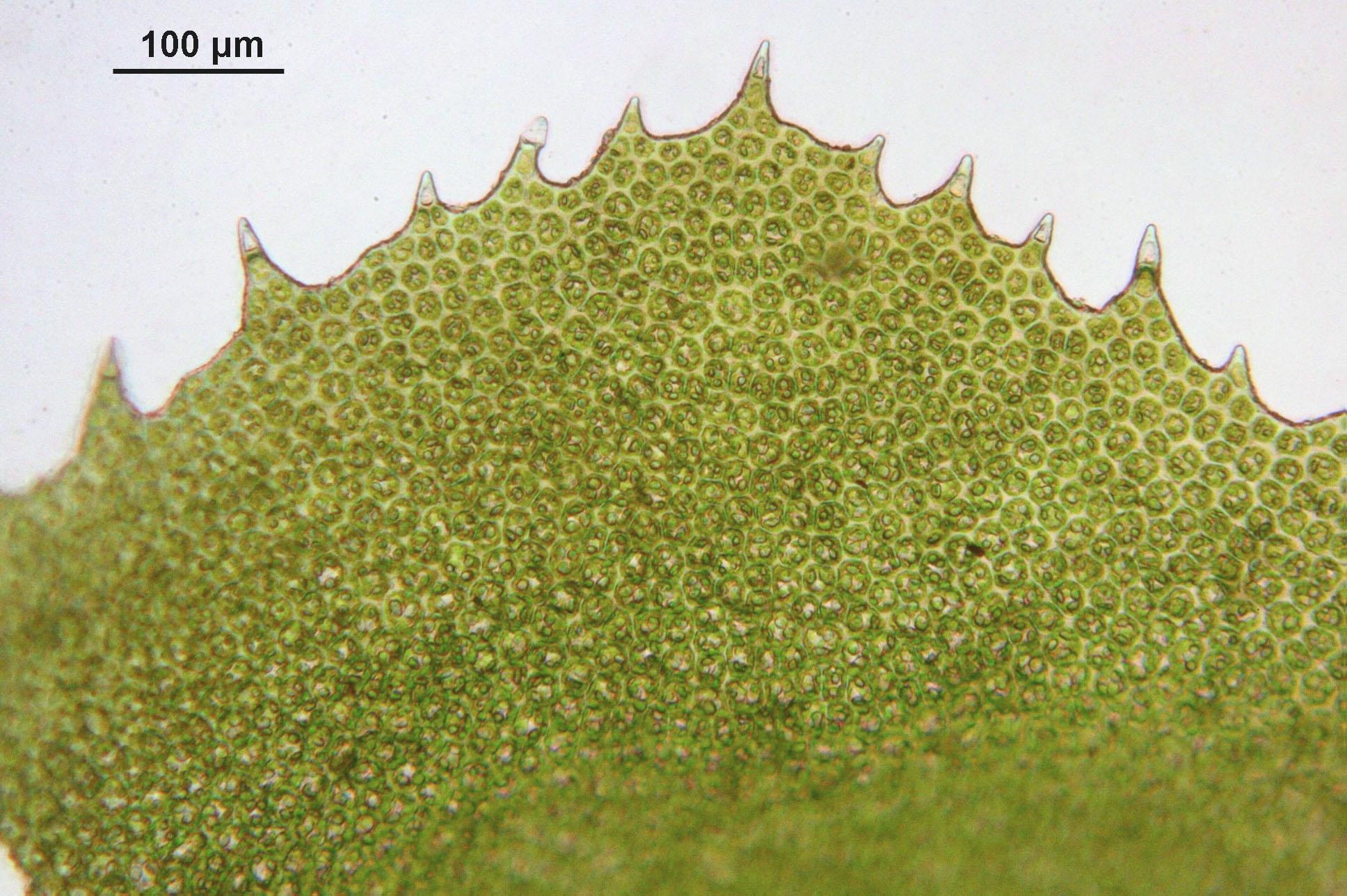
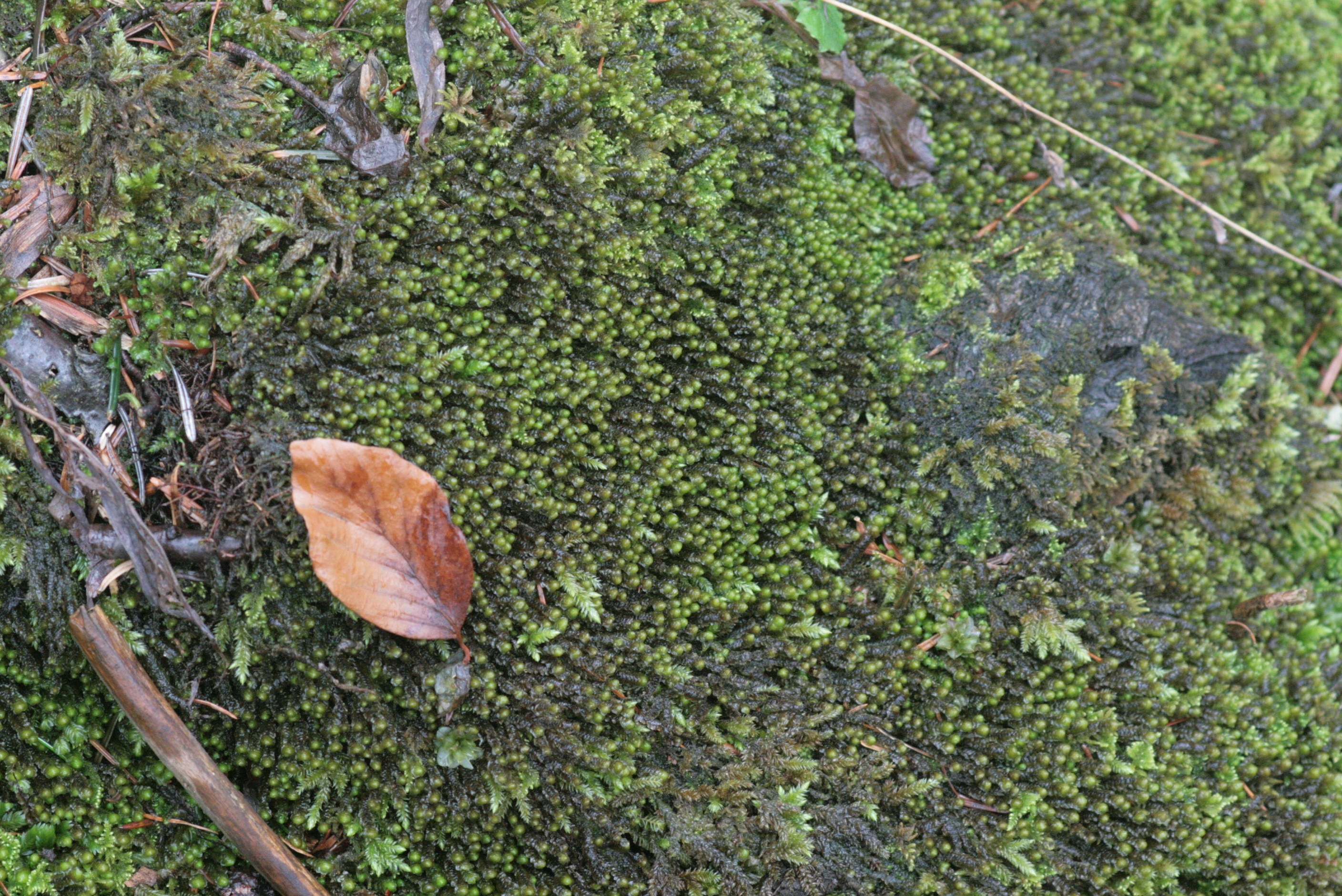
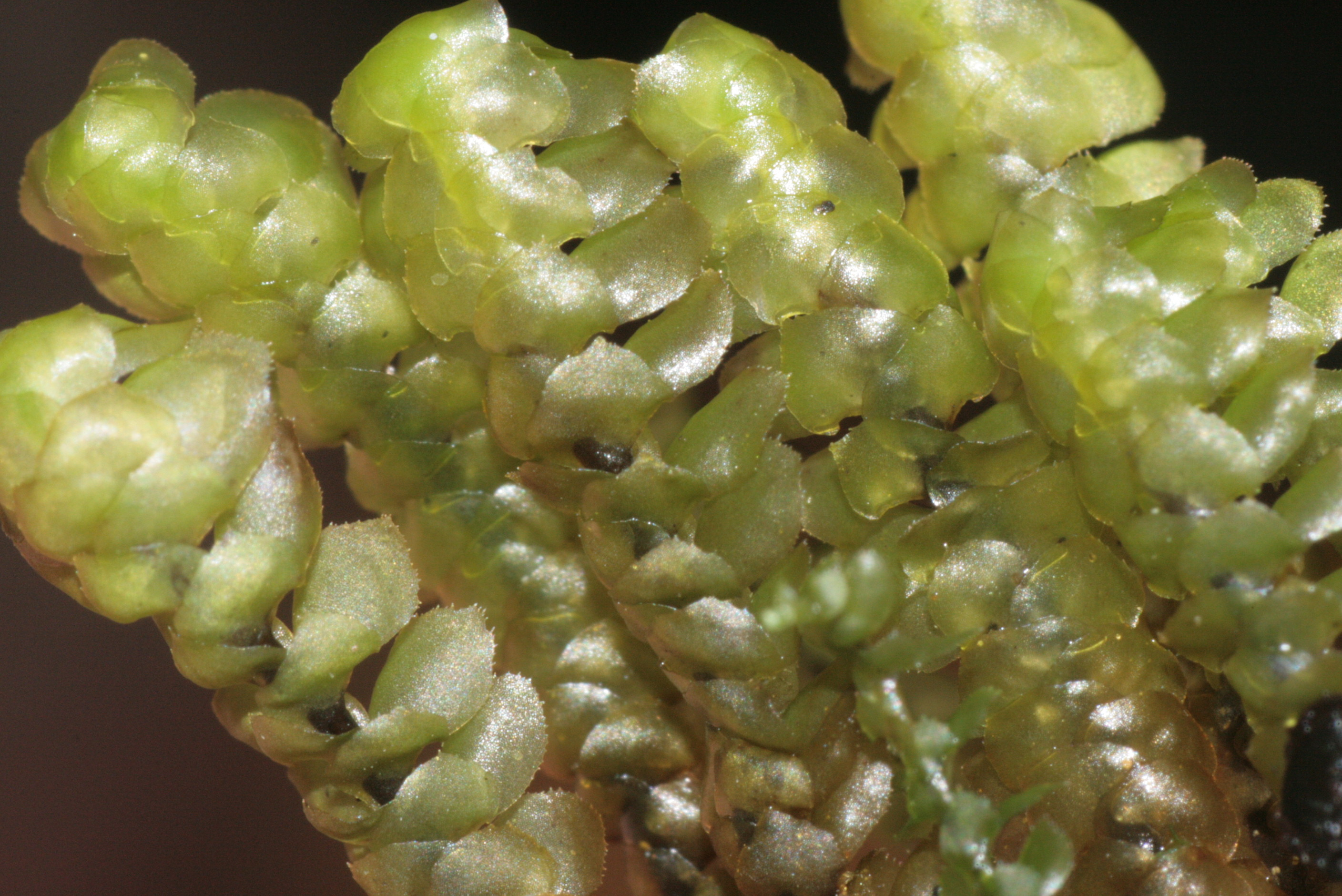
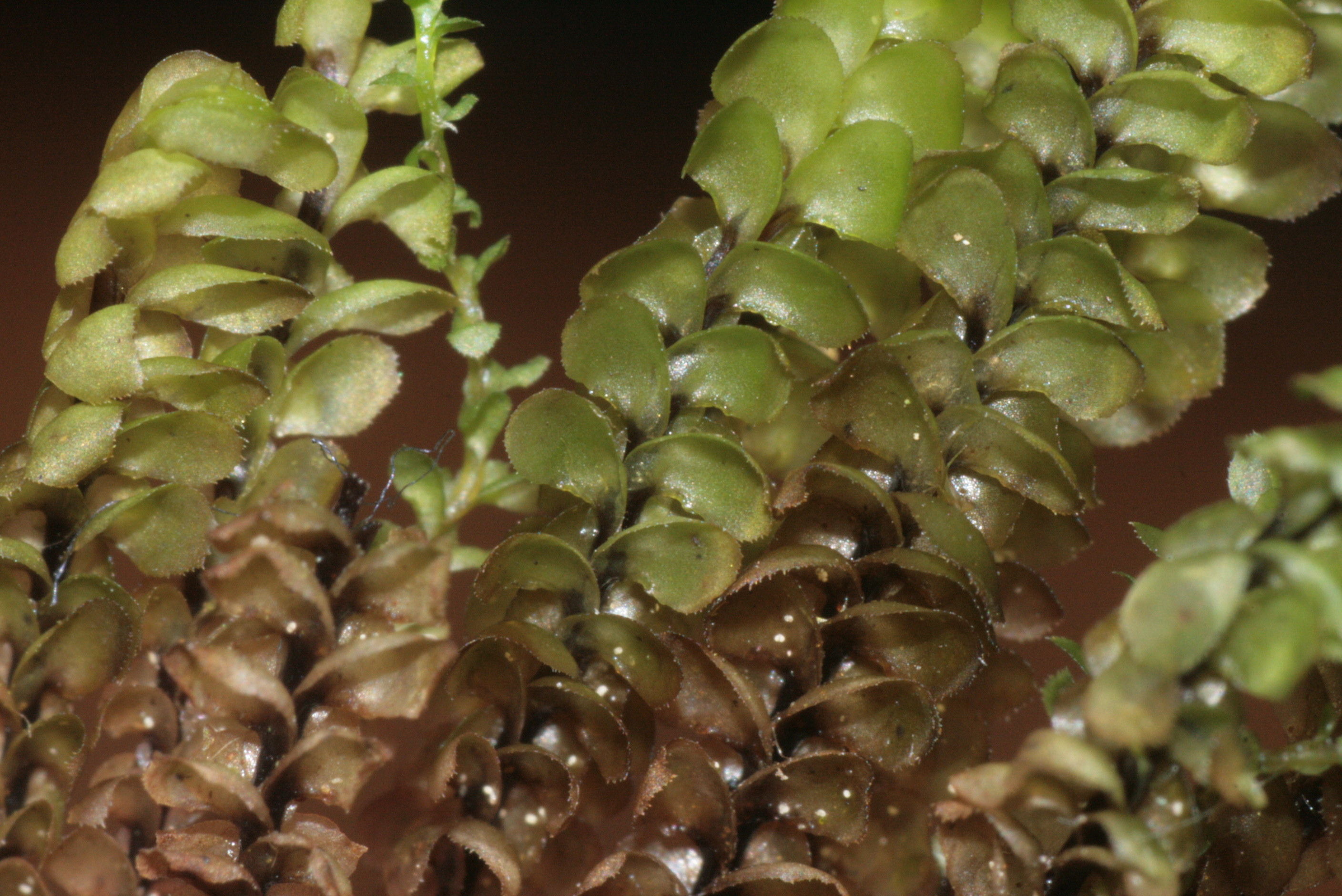